# Ольчененго
Ольчененго, Ольчененґо (італ. Olcenengo, п'єм. Osnengh) — муніципалітет в Італії, у регіоні П'ємонт, провінція Верчеллі.
Ольчененго розташоване на відстані близько 520 км на північний захід від Рима, 60 км на північний схід від Турина, 10 км на північний захід від Верчеллі.
Населення — 794 особи (2014).
Щорічний фестиваль відбувається третьої неділі липня. Покровитель — Santi Quirico e Giulitta.

## Демографія
Населення за роками:

Станом на 1 січня 2023 року в муніципалітеті офіційно проживали 42 іноземці з 11 країн, серед них 24 громадяни країн Євросоюзу та 3 громадяни України.

## Сусідні муніципалітети
- Карезанаблот
- Казанова-Ельво
- Коллоб'яно
- Куїнто-Верчеллезе
- Сан-Джермано-Верчеллезе
- Верчеллі